# Joan Ramon Moya Garcia
Joan Ramon Moya Garcia (Sant Vicenç dels Horts, Baix Llobregat, 14 de setembre de 1965) és un atleta i entrenador català. És un atleta especialista en curses de mig fons i fons que s'inicià en la competició amb el Club d'atletisme SEAT i que ha competit també en el Club Natació Barcelona, el Club Natació Montjuïc, l'Associació Esportiva l'Hospitalet, amb Domingo López com a entrenador, i en el Club Atletisme Valls d'Andorra (C.A.V.A.). El 1990 es convertí en campió de Catalunya de 800 metres, de 1.500 metres en 1986, 1987 i 1988, i de 3.000 metres obstacles en 1997. Competint amb el CAV d'Andorra, aconseguí cinc subcampionats dels Jocs dels Petits Estats d'Europa de 5.000 metres i 10.000 metres els anys 1993 i 1997, i de 5.000 metres el 1999. Ha estat responsable de fons i de mig fons de la Federació Andorrana d'Atletisme, on ha entrenat els atletes olímpics Toni Bernadó i Sílvia Felipo. Ha participat en diverses curses populars, com la Cursa Popular de l'Hospitalet o la emblemàtica Cursa Jean Bouin. També ha continuat competint com a veterà en competicions de camp a través, llançament de disc, llançament de martell i llançament de javelina. Està casat amb la també atleta Maria Betriu Català amb qui va tenir un fill, el migfondista Pol Moya Betriu.